# 隅田川神社

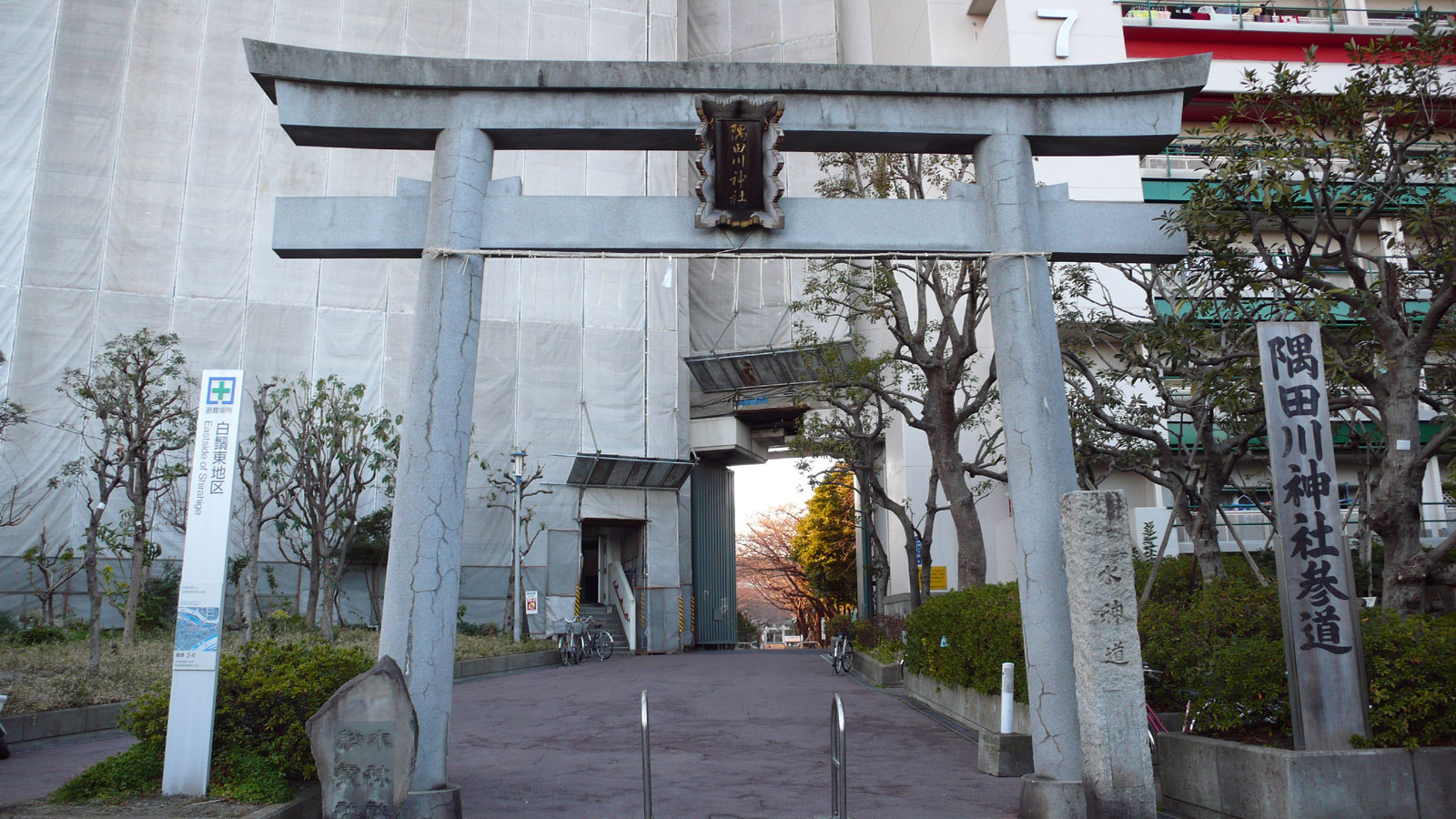
参道入口の鳥居（2008年1月）

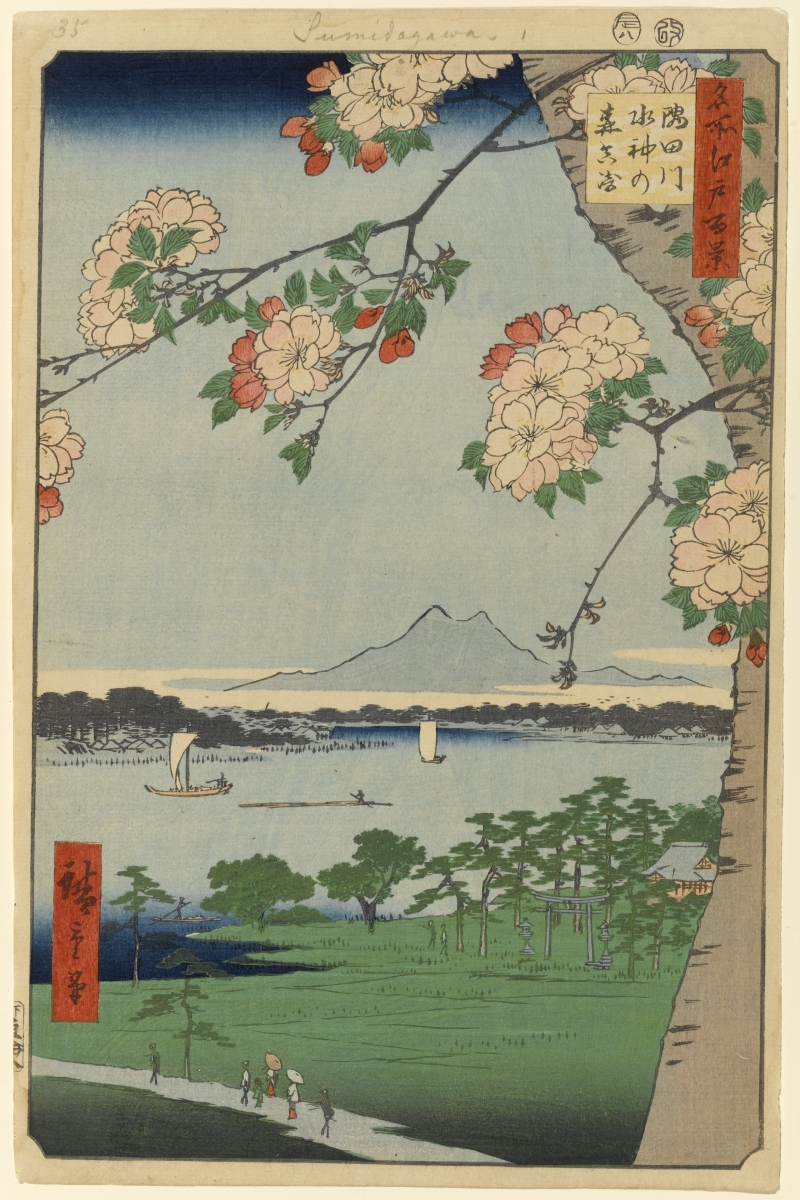
名所江戸百景
『隅田川水神の森真崎』

隅田川神社（すみだがわじんじゃ）は、東京都墨田区にある神社である。周辺は東白鬚公園となっている。

## 祭神
- 速秋津日子神、速秋津比売神、鳥之石楠船神、大楫木戸姫神

## 由緒
この神社の創建については不詳であるが、言い伝えによれば源頼朝が創建したものと伝えられる。もとの名を浮島神社といい、古くは水神社、水神宮、浮島宮などとも呼ばれ、「水神さん」として親しまれてきた。1872年、現社名に改名した。
地域の鎮守神であるとともに隅田川一帯の守り神でもあり、水運業者や船宿など、川で働く人たちの信仰を集めたほか、「水神」の名から水商売の人々にも信仰された。

## 碑
江戸後期の戯作者の山東京山筆の道標、狂歌師の鹿都部真顔の歌碑がある。

## 交通アクセス
- 鐘ヶ淵駅より徒歩10分（経路案内）。